# Halysidota rhoda
Halysidota rhoda är en fjärilsart som beskrevs av George Francis Hampson 1901. Halysidota rhoda ingår i släktet Halysidota och familjen björnspinnare. Inga underarter finns listade i Catalogue of Life.